# 福伊爾潟湖
福伊爾潟湖（Lough Foyle）是愛爾蘭島的一座潟湖，位於北部的伊尼什歐文半島東側。福伊爾河從西南邊注入此潟湖。

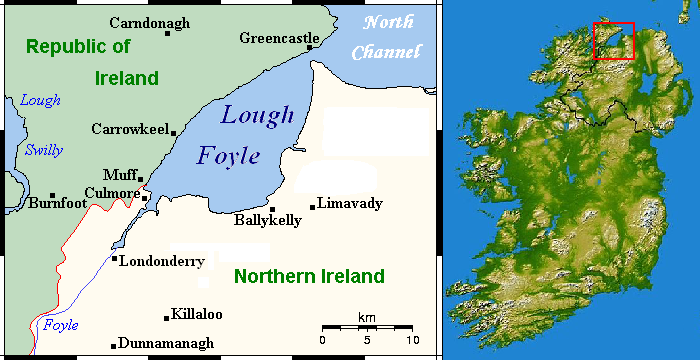
福伊爾潟湖的位置

福伊爾潟湖處於愛爾蘭共和國的多尼戈爾郡與北愛爾蘭的倫敦德里郡之間，其主權歸屬至今仍存在爭議，英國認為福伊爾潟湖整體水域皆屬英國。